# Yacurí nationalpark
Yacurí nationalpark är ett naturskyddsområde i södra Ecuador. Den ligger i Anderna mellan 2800 och 3600 meter över havet. Parken inrättades 2009.
I området förekommer flera sjöar som här kallas laguner och som får sitt vatten från glaciärer. Bergstrakten i nationalparken är täckt av skog och av bergsängar med glest fördelade buskar. I skyddsområdet påträffades 111 olika fågelarter, 18 olika däggdjursarter och 11 olika groddjursarter. Till de sistnämnda räknas Pristimantis unistrigatus, olika glasgrodor och grodor som uppföder sina ungar i ett marsupium.